# Stadtbefestigung Pfaffenhofen an der Ilm

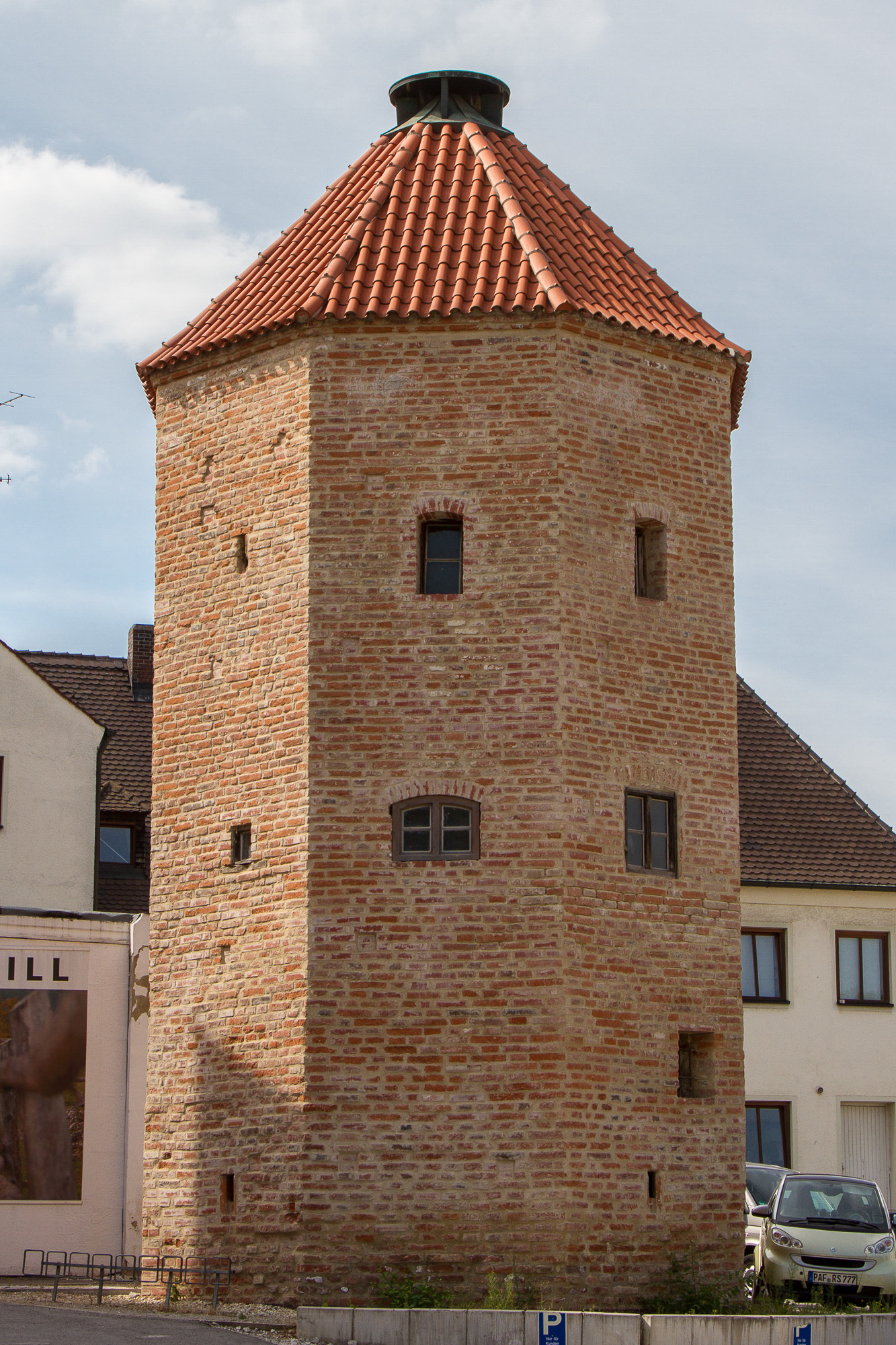
Pfänderturm

Die spätmittelalterliche Stadtbefestigung Pfaffenhofen an der Ilm war eine 1,3 Kilometer lange Ringmauer, die ehemals die knapp zwölf Hektar große Altstadt Pfaffenhofens umgab.

## Lage
Von der Stadtbefestigung ist nur mehr wenig erhalten. Sie verlief (im Uhrzeigersinn) entlang des heutigen Riederweg, Stadtgraben, der Schulstraße, der Kellerstraße und der Grabengasse. Ein Stadtmodell, das auf dem Hauptplatz in der Nähe des ehemaligen Rentamts platziert ist, zeigt den Grundriss mit der ehemaligen Stadtbefestigung recht deutlich. Dieses ist nach der ersten Kartenaufnahme Pfaffenhofens, im bayerischen Urkataster von etwa 1810, entworfen worden. Auf dieser sind Stadtmauer sowie einige Tore und Türme noch eingezeichnet.

## Geschichte

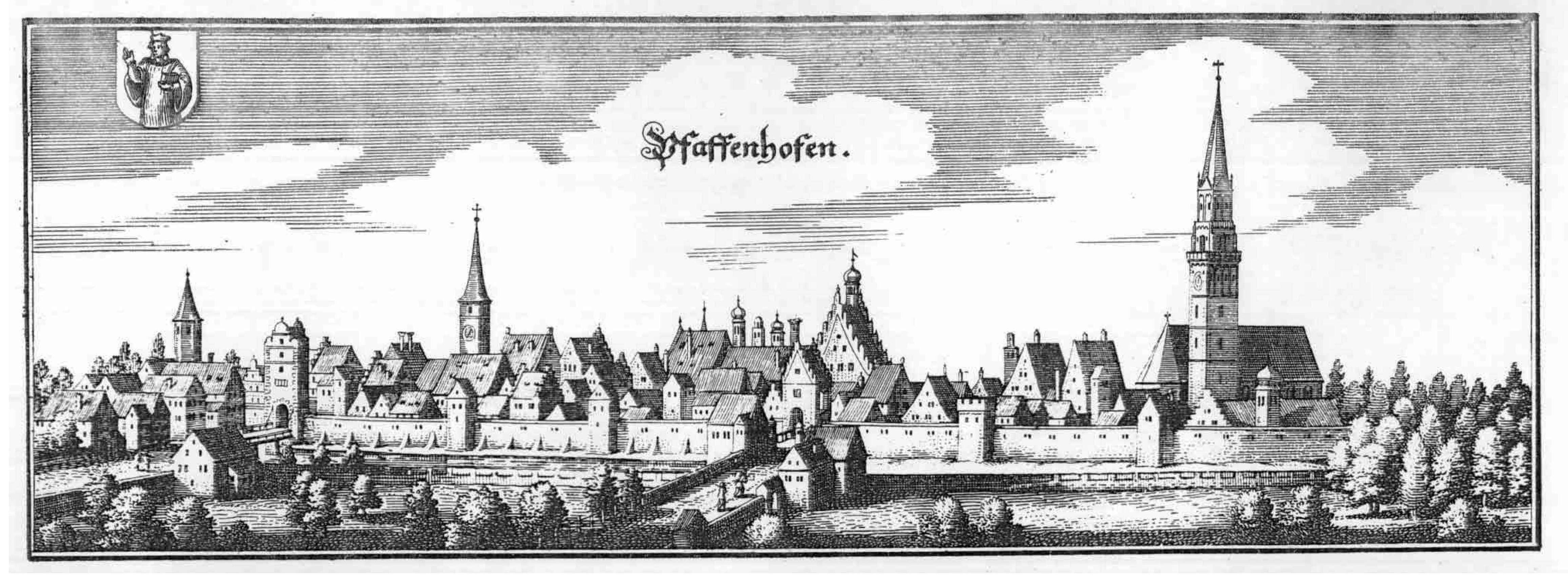
Ansicht Pfaffenhofens mit Stadtmauer von Norden, um 1665

Erstmalige Erwähnung findet Pfaffenhofen um die Mitte des 12. Jahrhunderts, schon damals war der Ort mit den Wittelsbachern eng verbunden, denen er maßgeblich seinen Aufstieg verdankte und deren Burg im Bereich des „Hofbergs“ gestanden haben dürfte. Im Schutz dieser Burg erlangte die Siedlung zunehmend an Bedeutung und wurde am Ende des 12. Jahrhunderts erstmals als Markt bezeichnet. Als Gründer vermutet man Herzog Ludwig den Kelheimer.
Zur Stadt im rechtlichen Sinne wurde Pfaffenhofen jedoch erst im 15. Jahrhundert. Dies steht möglicherweise in Zusammenhang mit der Vollendung der Ringmauer, von der aber nur wenige Reste erhalten sind. Deren Bau findet 1437 Erwähnung, ohne dass eine ausdrückliche Stadterhebung vorausgegangen wäre.
Südlich vom „Hofberg“ lässt der Grundriss der auf die Auengasse ausgerichteten Bebauung noch ein ursprüngliches Haufendorf erkennen, während die beiden nördlich des Hauptplatzes anschließenden Viertel auf eine planmäßige Anlage schließen lassen. Diese Erweiterung der Siedlung steht vermutlich im Zusammenhang mit dem Wiederaufbau nach dem Brand 1388. Danach wurde die wiederaufgebaute Marktsiedlung zur Stadt erhoben, da sie eine geschlossene Mauer hatte.

## Stadtmauerreste und Türme
In der Kellerstraße 5 ⊙, Frauenstraße 34 ⊙, Frauenstraße 36 ⊙, Oberen Stadtmauer 17 ⊙ und am Platzl 2 ⊙ gibt es noch Reste der ehemaligen Stadtbefestigung. Es sind auch noch Reste der Backsteinmauer entlang der Grabengasse im Norden und an der Oberen und Unteren Stadtmauer im Süden erhalten. Sie stammen wohl aus dem 15. Jahrhundert und wurden 1807 weitestgehend abgebrochen. Die untertägigen Reste der Stadtbefestigung sind als Bodendenkmal, die erhaltenen Bauwerke als Baudenkmale geschützt.

### Reste der Stadtbefestigung
- Reste der Backsteinmauer entlang der Grabengasse im Norden und an der Oberen und Unteren Stadtmauer im Süden erhalten, 15. Jahrhundert, 1807 weitestgehend abgebrochen
- Ehemaliger Stadtturm, sogenannter Pfänderturm, polygonaler Backsteinbau mit Zeltdach, 15. Jahrhundert
- Ehemaliger Stadtturm, dreigeschossiger, giebelständiger Steilsatteldachbau mit zweigeschossigem Anbau, Obergeschosse in Ständerriegelbauweise, um 1500
- Ehemaliger Stadtturm „am Platzl“; im 17. und 18. Jahrhundert Eigentum kurfürstlicher Beamter. Diese bauten den Turm in ein Sommerhaus mit Mansardendach um.

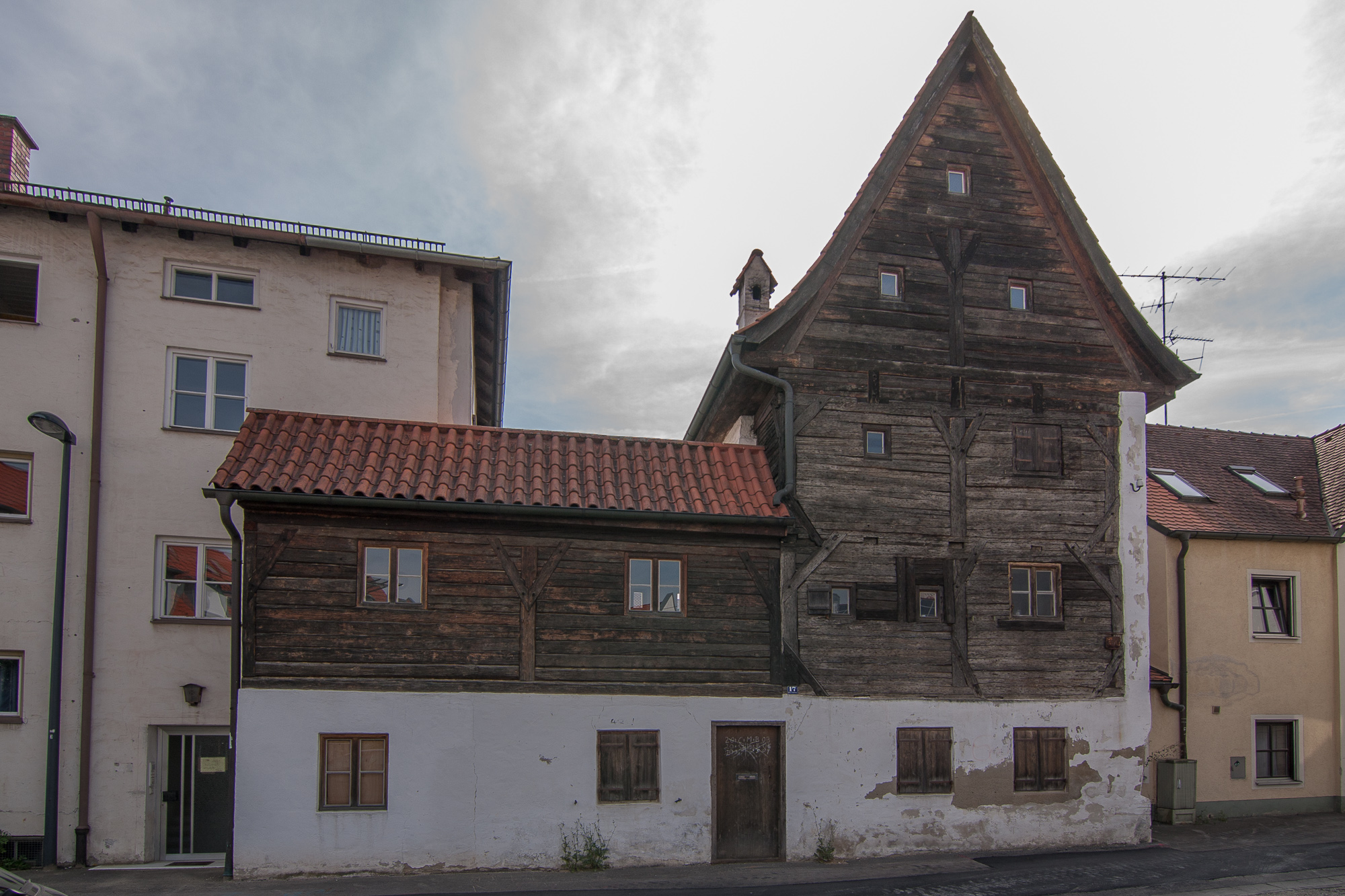
Obere Stadtmauer 17, ein Teil der Stadtmauer mit Turm
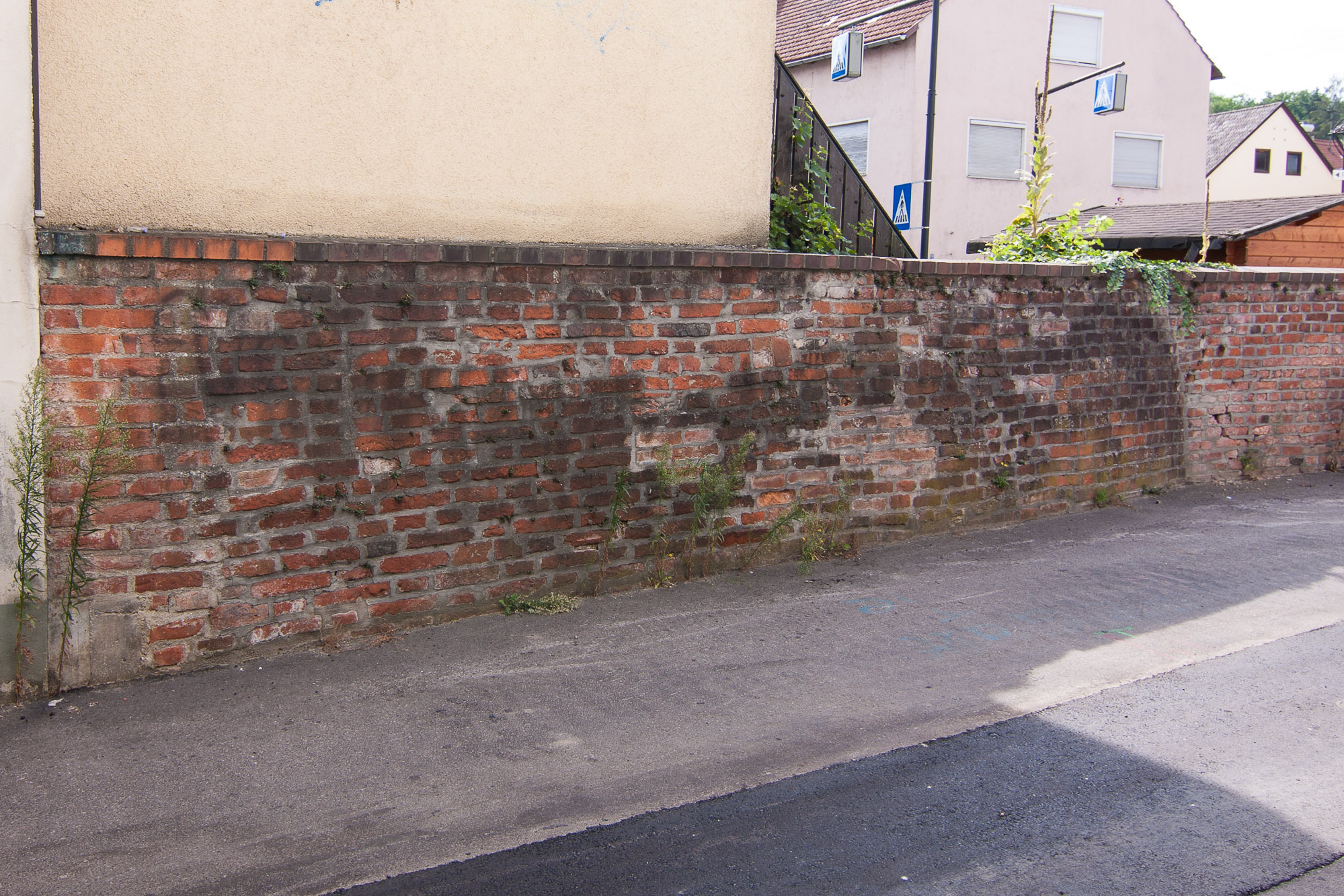
Mauerreste an der Oberen Stadtmauer
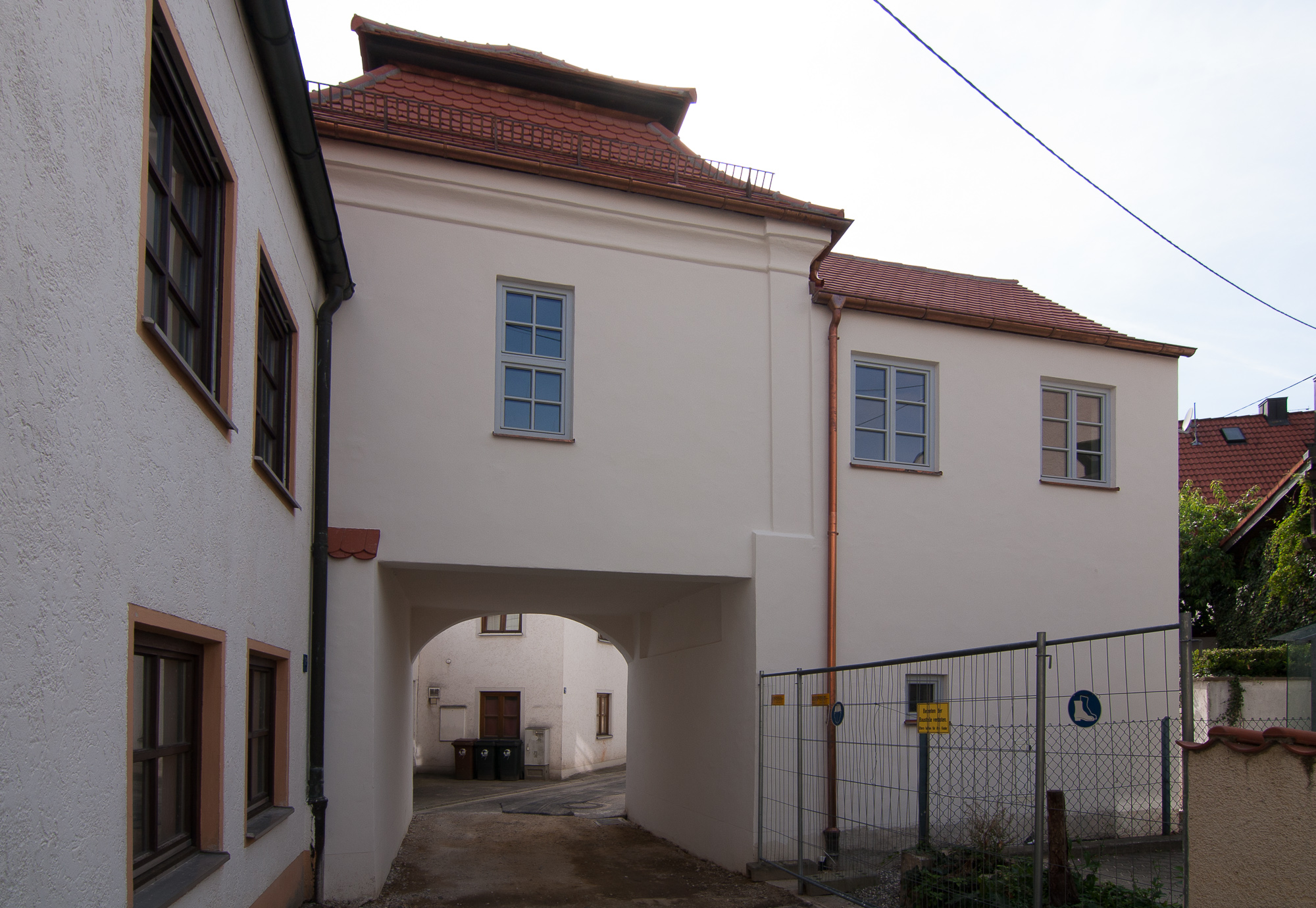
Der „Stadtturm am Platzl“ auch „Flaschlturm“ genannt
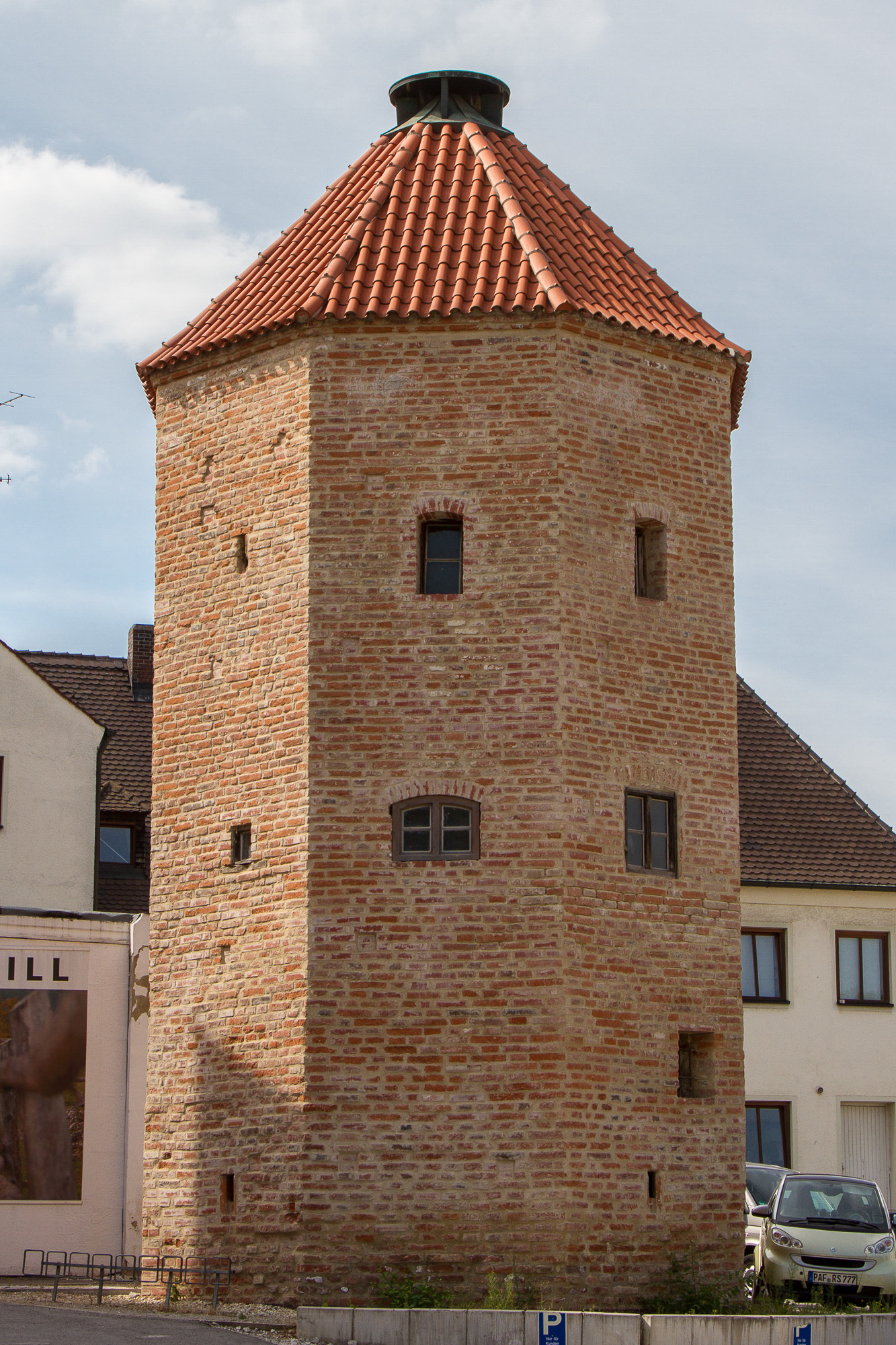
Ein isoliert stehender Mauerturm der „Pfänderturm“ auch „Hungerturm“ genannt